# سوکویلاموس
سوکویلاموس (به اسپانیایی: Socuéllamos) یک منطقهٔ مسکونی در اسپانیا است که در سیوداد رئال واقع شده‌است. سوکویلاموس ۳۷۴٫۱۰ کیلومتر مربع مساحت دارد ۶۰۰ متر بالاتر از سطح دریا واقع شده‌است.